# Алексий (Чернай)
Архимандрит Алексий (в миру Александр Николаевич Чернай; 1899, Ковно, Ковенская губерния, Российская империя — 14 декабря 1981, Сан-Диего, США) — священнослужитель Русской православной церкви заграницей, архимандрит, миссионер.

## Биография
Родился в 1899 году в городе Ковно, в семье действительного статского советника, судебного деятеля Николая Львовича Чёрная (1853—1926).
С 1918 года участник Гражданской войны в рядах Добровольческой армии на Северо-западном фронте. Женился в 1924 году. После окончания Виленской духовной семинарии, в 1925 году митрополитом Виленским и Литовским Елевферием (Богоявленским) был рукоположен в сан диакона и служил сверхштатным диаконом Воскресенского собора в городе Ковно.
19 декабря 1925 года митрополитом Елевферием (Богоявленским) был рукоположен в сан пресвитера с назначением настоятелем прихода в городе Утене и с поручением заведовать Ушпольской церковью. В начале 1930-х годов переведён на должность настоятеля Свято-Сергиевской церкви в Векшняе. В 1942 году, в Векшняе, он принимал мощи новгородских святых, вывезенных немцами из России.
19 декабря 1943 года Экзархом Прибалтики, митрополитом Литовским и Виленским Сергием (Воскресенским) был удостоен сана протоиерея. В 1944 году скончалась его супруга Татьяна. В том же году отец Александр с четырьмя детьми покинул Литву и эвакуировался в Германию. В 1946 году, в бывшей прусской провинции Гессен-Нассау им была создана Православная миссия для окормления рассеянных по Гессену православных. Миссией были основаны несколько церквей и православных общин в лагерях ДиПи- Ганау, Гиссена, Арользена, Бутцбаха, Остхайма, Гуденсберга, Корбаха и др. 1 октября 1947 года Миссия прекратила свое существование по решению Епархиальной власти. С октября 1947 года отец Александр трудился в должности разъездного священника Гросс-Гессенского викариатства Германской епархии.
В феврале 1948 года, по приглашению архиепископа Восточно-Американского и Нью-Джерсийского Виталия (Максименко), с детьми выехал из Германии в Америку. Проживал в городе Цинциннати, штат Огайо, где организовал православную миссию, помогал русским перемещённым лицам в переезде из Европы в Америку.
С 1950 года миссионерствовал в городе Хьюстон, штат Техас. 17 декабря 1957 года был пострижен в монашество с именем Алексий, а 18 декабря возведён в достоинство игумена. В 1958 году, указом Первоиерарха РПЦЗ митрополита Анастасия (Грибановского), архимандрит Алексий получил назначение на должность администратора русских православных общин в Южной Африке, был настоятелем прихода св. князя Владимира в Йоханнесбурге, с миссионерскими целями посещал другие города и страны в Африке. В 1974 года вернулся в США, где был назначен настоятелем прихода св. Иоанна Кронштадтского в Сан-Диего.
Скончался 14 декабря 1981 года в Сан-Диего, в Калифорнии.

## Сочинения
- Жизненный путь русского священника : Из воспоминаний отца архимандрита Алексея (Чернай). — 3. изд. — Сан Франциско : Глобус, 1981. — 253 с.
- «Служить повсюду…» : Жизненный путь русского священника : 1899—1985 : Революция. Война. На чужбине. — Москва : Изд-во ПСТГУ, 2023. — 488 с. — (Серия: «Русские судьбы XX века»). — ISBN 978-5-7429-1537-9